# Express Yourself
Express Yourself è un singolo della cantautrice statunitense Madonna pubblicato il 9 maggio 1989 come secondo estratto dal quarto album in studio, Like a Prayer.
Il brano successivamente fu remixato per la versione giapponese del minialbum Remixed Prayers nello stesso anno e per la raccolta del 1990 The Immaculate Collection.
Nella versione originale è presente anche nella raccolta dei suoi più grandi successi Celebration (2009).

## Descrizione
Il brano, scritto e prodotto da Madonna e Stephen Bray, è un inno al femminismo, dove Madonna incita le donne a non arrivare al secondo posto, ma a meritarsi il meglio dal proprio fidanzato, mettendo il proprio amore alla prova, per vedere se è questo sentimento è reale. Esorta a non farsi affascinare da lenzuola di seta e rose dai lunghi steli, perché l'amore non si vive solo a letto. Madonna inoltre richiama al fatto che se lui amerà veramente la sua donna, tornerà in ginocchio per riconquistarla.
Il brano debuttò alla posizione numero 41 della Billboard Hot 100 Singles Chart nella settimana del 3 giugno 1989 e arrivò nella top ten il 1º luglio dello stesso anno, raggiungendo, infine, la posizione numero 2 il 15 luglio 1989. In Italia, invece, raggiunse direttamente la prima posizione.
Dopo 22 anni (17 marzo 2011) dalla pubblicazione, "Express Yourself" debuttò di nuovo nelle classifiche iTunes di tutto il mondo a seguito di una mossa congiunta di molti fan della cantante. L'evento venne chiamato "Express Yourself: International Download Day" e si propose di riportare (attraverso il Download simultaneo della canzone su iTunes) il singolo nelle classifiche mondiali cavalcando l'attenzione mediatica per il pezzo dovuto alla somiglianza con il singolo "Born This Way" della cantautrice Lady Gaga, uscito in quel periodo. I risultati furono notevoli tanto che lo stesso manager di Madonna, tramite un messaggio su Twitter, ha espresso i suoi ringraziamenti ai fan della cantante.

## Video musicale
(Dal film Metropolis di Fritz Lang)
Il videoclip, diretto da David Fincher, è stato girato nell'aprile 1989 negli studi di Culver City. È basato sul film classico Metropolis del 1927 di Fritz Lang.
Il suo budget di $ 5 milioni fece di "Express Yourself" il video musicale più costoso della storia; mentre al momento occupa la quarta posizione della classifica, dietro a Die Another Day (altro video di Madonna) di $ 6 milioni di dollari, Work Bitch di Britney Spears e Scream (7 milioni) di Michael Jackson e Janet Jackson. "Express Yourself" debuttò in anteprima mondiale su MTV il 17 maggio 1989.
Durante un'intervista realizzata ad un programma televisivo della BBC, Madonna parlò, scherzosamente, del principale tema del video, sostenendo che la metafora del gatto rappresenta "Pussy rules the world" (letteralmente "La vagina governa il mondo", in inglese la parola "pussy" sta a indicare sia il gatto che l'organo sessuale femminile, infatti, nel video compare più volte un gatto nero).
- Regia: David Fincher
- Produttore: Gregg Fienberg
- Scenografo: Vance Lorenzini
- Direttore della Fotografia: Mark Plummer
- Editore: Scott Chestnut
- Società di produzione: Propaganda Films

Il video vinse il premio come "Migliore direzione artistica", "Migliore fotografia" e "Migliore regia" agli MTV Video Music Awards 1989.
Nel 2010, Christina Aguilera ha reso omaggio a "Express Yourself" con il suo video musicale Not Myself Tonight, la cantante ha affermato che il video di Madonna è uno dei suoi preferiti.

## Esibizioni dal vivo
Nel 1989, Madonna ha eseguito "Express Yourself" agli MTV Video Music Awards. Il successo del brano ha spinto Madonna a inserire Express Yourself nelle scalette nei concerti dal 1990 in poi ad eccezione del Drowned World Tour, del Confessions Tour e dello Sticky & Sweet Tour. In quest'ultimo eseguirà "Express Yourself" solo come "canzone su richiesta" diventando alla fine la canzone più richiesta dal pubblico. La canzone apre il Blond Ambition Tour del 1990, ed è inserita in perfetto stile Disco anche nel Girlie Show del 1993, la performance inizia con una voce distorta che dice "I'm gonna take you to a place you've never been before" ("Ti porterò in un posto dove non sei mai stato prima"), e in seguito Madonna scende dal soffitto su una gigantesca sfera specchiata, indossando una parrucca bionda afro e un classico vestito da discoteca. Poi le sue due ballerine compaiono sulla scena e insieme a Madonna iniziano a cantare la canzone. Alla fine "Express Yourself" si collega al brano successivo Deeper and Deeper anch'esso eseguito in stile Disco.
"Express Yourself" è inserita anche nel Re-Invention Tour del 2004 dove il testo iniziale della canzone viene modificato dal classico "Come on girls!" a "Come on Boys!", per via del tema in chiave militare dell'esibizione.
L'esibizione del Blond Ambition Tour, dove viene riproposta l'ambientazione della fabbrica, è diventata un simbolo della popstar, che appariva da una scala con capelli biondi a coda di cavallo, abiti maschili con sotto il corsetto rosa con i seni a forma di cono.
Dopo 8 anni di assenza dalle scalette dei suoi tour, Madonna include Express Yourself nel suo MDNA Tour del 2012, cantando la canzone vestita da majorette, circondata da ballerine vestite sempre nello stesso modo. In questa versione il brano è mixato con Born This Way di Lady Gaga, a sottolineare la supposta somiglianza di quest'ultimo con la canzone di Madonna. Ripropone infine uno snippet della canzone in chiave acustica al Madame X Tour.

## Riconoscimenti
La rivista statunitense Time Magazine, ha inserito il video all'ottava posizione nella classifica dei 30 video più belli della storia della musica. Mentre, Slant Magazine ha stilato una lista dei "100 migliori video musicali" riservando il primo posto come miglior video di sempre.

## Classifiche

### Classifiche settimanali
| Classifica (1989) | Posizione massima |
| ----------------- | ----------------- |
| Australia         | 5                 |
| Austria           | 5                 |
| Belgio            | 2                 |
| Canada            | 1                 |
| Germania          | 3                 |
| Irlanda           | 3                 |
| Italia            | 1                 |
| Norvegia          | 4                 |
| Nuova Zelanda     | 2                 |
| Paesi Bassi       | 5                 |
| Regno Unito       | 5                 |
| Spagna            | 3                 |
| Stati Uniti       | 2                 |
| Svezia            | 3                 |
| Svizzera          | 1                 |

### Classifiche di fine anno
| Classifica (1989) | Posizione |
| ----------------- | --------- |
| Australia         | 28        |
| Canada            | 8         |
| Italia            | 16        |
| Paesi Bassi       | 63        |
| Regno Unito       | 20        |
| Stati Uniti       | 55        |
| Svizzera          | 12        |